# Alvise Pérez Fernández
Luis Pérez Fernández (Sevilla, 26 de febrer de 1990), més conegut com a Alvise Pérez, és un consultor polític espanyol, creador de contingut digital i polític populista d'ideologia ultradretana.

## Trajectòria
Alvise Pérez va ingressar al partit Unió, Progrés i Democràcia mentre estudiava la carrera de Ciències Polítiques, un grau que no va arribar a acabar. D'ençà del 2019, va fer d'assessor parlamentari i cap de gabinet de l'actor Toni Cantó del partit polític Ciutadans a les Corts Valencianes. Després del col·lapse de Ciutadans, va dirigir campanyes finançades per l'organització ultracatòlica Hazte Oír i va arribar a participar en pregàries davant de clíniques abortives.
La seva activitat pública se centra en la publicació de continguts a les xarxes socials a internet de caràcter enganyós, com ara rumors racistes, desinformació, teories de la conspiració i discursos d'odi, en la disrupció de l'ètica periodística i en l'ús de noves estratègies discursives a través de la mala praxi i la distorsió de la intel·ligència artificial en campanyes electorals. Això va comportar a la suspensió del seu compte a X el 2023 i la seva imputació en múltiples processos judicials.
Es presentà a les eleccions al Parlament Europeu de 2024 com a cap de llista de l'agrupació d'electors S'ha Acabat la Festa, amb la qual aconseguí, sense fer públic cap programa electoral, tres eurodiputats i més de 800.000 vots. Després de conèixer-se els resultats, Alvise Pérez va citar els seus seguidors en una discoteca madrilenya on va declarar que «Espanya s'ha convertit en la festa dels criminals, dels corruptes, els mercenaris, els pedòfils i els violadors».